# Psychoda mastierrensis
Psychoda mastierrensis är en tvåvingeart som beskrevs av Satchell 1952. Psychoda mastierrensis ingår i släktet Psychoda och familjen fjärilsmyggor. Inga underarter finns listade i Catalogue of Life.